# Union (metropolitana di Dubai)
Union (in arabo الاتحاد, āl-Āittiḥād) è una stazione della metropolitana di Dubai posta all'incrocio delle linee rossa e verde. La stazione della linea rossa venne inaugurata il 10 settembre 2009, mentre quella della linea verde fu aperta il 10 settembre 2011.